# Ja'akov Uri
Ja'akov Uri (hebrejsky: יעקב אורי, žil 3. března 1888 – 26. července 1970) byl sionistický aktivista, izraelský politik a poslanec Knesetu za stranu Mapaj.

## Biografie
Narodil se v obci Prohorovka v Poltavské oblasti v tehdejší Ruské říši (dnes Ukrajina). Získal židovské vzdělání na ješivě. V roce 1910 přesídlil do dnešního Izraele. Zde patřil mezi zakladatele vesnice Nahalal.

## Politická dráha
V mládí se zapojil do činnosti sionistických organizací. Byl aktivní v ha-Po'el ha-ca'ir. Patřil mezi iniciátory vzniku mošavového hnutí, pro které vydával měsíčník Talamim.
V izraelském parlamentu zasedl po volbách v roce 1951, kdy kandidoval za Mapaj. Byl členem parlamentního výboru House Committee a výboru pro ekonomické záležitosti.